# Nicholson Lake
Der Nicholson Lake ist ein See im Osten der Nordwest-Territorien in Kanada. 

## Lage
Der Nicholson Lake liegt nahe der Grenze zu Nunavut auf halber Strecke zwischen dem Großen Sklavensee und der Hudson Bay.
Der kreisförmige See hat einen Durchmesser von etwa 10 km mit einer größeren Insel in seinem Zentrum und einer noch größeren Halbinsel im Westteil des Sees.
Unmittelbar südlich des Sees liegt der Markham Lake, über welchen der Dubawnt River zufließt.
Am Nordostende des Sees verlässt der Dubawnt River den Nicholson Lake wieder und fließt  zum 40 km entfernten wesentlich größeren Dubawnt Lake und weiter in Richtung Hudson Bay.
Der See liegt in einem Impaktkrater, dessen ursprünglicher Durchmesser auf 12,5 km sowie sein Alter auf weniger als 400 Millionen Jahre (im Devon) geschätzt.
Der Krater ist nicht an der Oberfläche sichtbar.